# Сельское поселение «Мироновское» (Забайкальский край)
Се́льское поселе́ние «Мироновское» — муниципальное образование в Шелопугинском районе Забайкальского края Российской Федерации.
Административный центр — село Мироново.

## История
Статус и границы сельского поселения установлены Законом Читинской области от 19 мая 2004 года «Об установлении границ, наименований вновь образованных муниципальных образований и наделении их статусом сельского, городского поселения в Читинской области».

## Население
| 2010 | 2011 | 2012 | 2013 | 2014 | 2015 | 2016 |
| ---- | ---- | ---- | ---- | ---- | ---- | ---- |
| 462  | ↘460 | ↘449 | ↘437 | ↘419 | ↗422 | ↘415 |
| 2017 | 2018 | 2019 | 2020 | 2021 |      |      |
| ↘399 | ↘380 | ↘366 | ↘351 | ↗442 |      |      |

## Состав сельского поселения
| № | Населённый пункт | Тип населённого пункта       | Население |
| - | ---------------- | ---------------------------- | --------- |
| 1 | Богданово        | село                         | ↗24       |
| 2 | Ишикан           | село                         | ↘94       |
| 3 | Мироново         | село, административный центр | ↘183      |
| 4 | Некрасово        | село                         | ↘43       |